# Krajský soud v Ústí nad Labem
Krajský soud v Ústí nad Labem je krajský soud se sídlem v Ústí nad Labem, který má už od roku 1992 zřízenou pobočku v Liberci (existují dlouhodobé snahy o osamostatnění této pobočky a znovuvytvoření Krajského soudu v Liberci, ty však zatím nedošly svého naplnění). Rozhoduje především o odvoláních proti rozhodnutím okresních soudů, které se nachází v jeho obvodu. Sám jako soud prvního stupně rozhoduje ve specializované agendě (nejzávažnější trestné činy, insolvenční řízení, spory ve věcech obchodních korporací, hospodářské soutěže, duševního vlastnictví apod.), o odvoláních pak rozhoduje Vrchní soud v Praze. Vykonává také agendu správního soudnictví.
Soud se nachází ve starší budově na ulici Národního odboje, kde sídlí spolu s Krajským státním zastupitelstvím v Ústí nad Labem. V jejich sousedství na ulici Kramoly se nachází jeho odloučené pracoviště pro věci obchodní i Okresní soud v Ústí nad Labem. Pobočka v Liberci se nachází v moderní budově na ulici U soudu, kde sídlí spolu s Okresním soudem v Liberci a hned v jejich sousedství se nachází Okresní státní zastupitelství v Liberci a pobočka Krajského státního zastupitelství v Ústí nad Labem.
Krajský soud v Ústí nad Labem vznikl až roku 1949, do té doby na území jeho působnosti působily krajské soudy v Litoměřicích a v Mostě. Po roce 1960 se jeho působnost rozšířila i na většinu území zrušeného Krajského soudu v Liberci (a tím i bývalého Krajského soudu v České Lípě).

## Soudní obvod
Přímo do obvodu Krajského soudu v Ústí nad Labem patří obvody těchto okresních soudů:
- Okresní soud v Děčíně
- Okresní soud v Chomutově
- Okresní soud v Litoměřicích
- Okresní soud v Lounech
- Okresní soud v Mostě
- Okresní soud v Teplicích
- Okresní soud v Ústí nad Labem

Pobočce v Liberci je svěřena většina věcí z obvodů těchto okresních soudů:
- Okresní soud v České Lípě
- Okresní soud v Jablonci nad Nisou
- Okresní soud v Liberci